# 心事
《心事》（香港版又名《我真的願意》）是張信哲第6張個人專輯，於1993年5月10日發行。该张唱片里的《爱如潮水》令张信哲的歌唱生涯首次达到一个顶点，让人们真正认识这位华语乐坛的实力唱将，直至之后三十余年，《爱如潮水》依然是传唱度非常高的华语流行音乐歌曲之一。
《心事》专辑有华语音乐大师级人物李宗盛为张信哲度身订做的苦情歌，令张信哲的风格由此确定下来，小蟲、鄭柏秋等知名音樂人也擔綱製作。淡淡的忧郁以及男人心碎的声音，成为张信哲此后专辑的主线索。从这张专辑开始张信哲摘掉了令他文质彬彬的眼镜，將捲髮變成直髮，完全转变之前的造型。不论是歌路还是外型都有巨大变化，再加上广为传唱的《爱如潮水》，《心事》成为張信哲歌唱生涯最成功的唱片之一。

## 曲目
| 曲序 | 曲名                   | 作曲             | 作詞          | 編曲   | 注釋                                                                 |
| 01   | 我是真的爱妳           | 李宗盛           | 李宗盛        | 鮑比達 | 第二主打                                                             |
| 02   | 爱如潮水               | 黎沸挥           | 李宗盛        | 鮑比達 | 第一主打 改编自黎沸揮的《愛你的餘溫》 粵語版本為關淑怡的《無盡的愛》 |
| 03   | 想妳是一種鼓勵         | 黃卓穎/張信哲    | 謝明訓        | 孫崇偉 |                                                                      |
| 04   | 臨別一眼               | 李宗盛           | 厉曼婷        | 鮑比達 |                                                                      |
| 05   | 這個世界               | 蔡藍欽           | 蔡藍欽        | 盧志銘 | 原唱为蔡蓝钦                                                         |
| 06   | 我真的願意             | 薛忠銘           | 謝明訓        | 薛忠銘 | 第三主打 粵語版本為鄭秀文的《從開始那天》                            |
| 07   | 妳是我的生命，我的太陽 | 小蟲             | 小蟲          | 李正帆 |                                                                      |
| 08   | 難道                   | 德永英明         | 厲曼婷        | 洪敬堯 | 第四主打 改编自德永英明的《坏掉的Radio》                             |
| 09   | 要妳親口對我說         | Michael Sembello | 李宗盛        | 鮑比達 | 改编自David Sanborn的《The Dream》                                   |
| 10   | 我要讓你知道           | 林東松           | 謝明訓/王容隆 | 鮑比達 |                                                                      |

## 爱如潮水翻唱版本
- 甄妮
- 迪克牛仔
- 张学友
- 蔡淳佳
- 谢霆锋和陈奕迅合唱版
- 卫兰
- 胡彦斌
- 萧敬腾
- Gai

## 唱片版本
- 卡帶版
- CD版